# Alentuzumabe
Alentuzumabe (português brasileiro) ou Alemtuzumab (português europeu) é um fármaco antineoplásico. Um anticorpo monoclonal kappa IgG1, humanizado recombinante, indicado em leucemias linfáticas crônicas de linfócido B. Fármaco de terceira escolha, é utilizado quando o tratamento com fludarabina não proporcionar resultados favoráveis. Possui especificidade para a proteína de superfície de linfócitos de 21 a 28 kD (CD52). Para a sua fabricação são utilizadas células de ovário de hamster em um meio nutriente.

## Contra-indicações
- Pacientes com alergias ou hipersensibilidade aos componentes da fórmula ou ao alentuzumabe.
- Pacientes com HIV.
- Gravidez
- Lactação
- Infecções sistêmicas ativas
- Neoplasias secundárias
- Hipersensibilidade a proteínas murinas.